# Alexander Loyd
Alexander Loyd (também Alexander Lloyd) (19 de Agosto de 1805 – 7 de Maio de 1872) serviu um mandato como prefeito de Chicago, Illinois de 1840 até 1841 pelo Partido Democrata.
Loyd nasceu no Condado de Orange, Nova York. Chegou em Chicago em 1833 e abriu uma loja. Dentro de quatro anos, ele foi considerado um contratante principal, carpinteiro e construtor em Chicago.
Foi eleito ao Conselho Administrativo de Chicago em 1835. Entretanto, era um Bombeiro voluntário e foi nomeado engenheiro-chefe em 1838, servindo por um ano. Tornou-se o 4º Prefeito de Chicago, derrotando Benjamin Wright Raymond.
Serviu como um Administrador do 2º distrito das Escolas de Chicago em 1842. Quando G. W. Snow, vereador do 2º distrito, renunciou em 1850. Loyd foi eleito para terminar o mandato de Snow.
Morreu em 1872, de "febre reumática" e foi sepultado no Cemitério Rosehill.